# Siergiej Kwoczkin
Siergiej Kwoczkin, kaz. Сергей Прокофьевич Квочкин (ur. 6 października 1938 w Ust-Kamienogorsku, zm. 29 grudnia 2007 w Ałmaty) – kazachski piłkarz i trener.

## Kariera piłkarska
Kwoczkin urodził się w Ust-Kamienogorsku, w ówczesnej Kazachskiej SRR. Przygodę z futbolem rozpoczął w 1959 w zespole Kajrat Ałmaty. W pierwszym sezonie rozegranym w barwach Kajratu zagrał w 18 spotkaniach i strzelił 4 bramki, dzięki czemu miał udział w awansie zespołu do Wyższej liga ZSRR. 
Kajrat z Kwoczkinem w składzie spędził 5 sezonów w najwyższej klasie rozgrywkowym, po czym spadł do Pierwaja liga ZSRR w 1964. W sezonie 1965 Kajrat zajął drugie w Pierwajej lidze. W tamtym sezonie Kwoczkim zagrał w 42 spotkaniach, w których dziewięciokrotnie wpisał się na listę strzelców. Piłkarzem Kajratu był do 1969, przez 9 sezonów grając na najwyższym szczeblu rozgrywek w Związku Radzieckim. Łącznie przez 10 lat w Kajracie zagrał 307 spotkaniach, w których strzelił 82 bramki.
Od 1970 reprezentował barwy zespołu z rodzinnego miasta Wostok Ust-Kamienogorsk. Drużyna ta grała na trzecim stopniu rozgrywkowym w ZSRR. Kwoczkin w pierwszym sezonie w barwach tej drużyny zagrał w 36 spotkaniach, strzelając 12 bramek. W 1971 zakończył karierę piłkarską.
W 2003 został uznany najlepszym piłkarzem Kazachstanu z okazji jubileuszu 50-lecia UEFA.
| Sezon | Klub                    | Kraj | Rozgrywki          | Mecze | Bramki |
| ----- | ----------------------- | ---- | ------------------ | ----- | ------ |
| 1959  | Kajrat Ałmaty           | ZSRR | Pierwaja liga ZSRR | 18    | 4      |
| 1960  | Kajrat Ałmaty           | ZSRR | Wyższa liga ZSRR   | 24    | 5      |
| 1961  | Kajrat Ałmaty           | ZSRR | Wyższa liga ZSRR   | 29    | 15     |
| 1962  | Kajrat Ałmaty           | ZSRR | Wyższa liga ZSRR   | 24    | 9      |
| 1963  | Kajrat Ałmaty           | ZSRR | Wyższa liga ZSRR   | 33    | 6      |
| 1964  | Kajrat Ałmaty           | ZSRR | Wyższa liga ZSRR   | 22    | 8      |
| 1965  | Kajrat Ałmaty           | ZSRR | Pierwaja liga ZSRR | 42    | 9      |
| 1966  | Kajrat Ałmaty           | ZSRR | Wyższa liga ZSRR   | 23    | 5      |
| 1967  | Kajrat Ałmaty           | ZSRR | Wyższa liga ZSRR   | 32    | 9      |
| 1968  | Kajrat Ałmaty           | ZSRR | Wyższa liga ZSRR   | 32    | 5      |
| 1969  | Kajrat Ałmaty           | ZSRR | Wyższa liga ZSRR   | 13    | 0      |
| 1970  | Wostok Ust-Kamienogorsk | ZSRR | Wtoraja liga ZSRR  | 36    | 12     |
| 1971  | Wostok Ust-Kamienogorsk | ZSRR | Wtoraja liga ZSRR  |       | 2      |

## Sukcesy

### Indywidualne
- najlepszy piłkarz Kazachstanu z okazji jubileuszu 50-lecia UEFA: 2003

## Kariera trenerska
Podczas swojej pracy trenerskiej trzykrotnie, w latach 1972–1975, 1976–1978 oraz 1984–1986 pracował w drużynie Wostok Ust-Kamienogorsk. W sezonie 1979 prowadził Okżetpes Kokczetaw. W 1980 objął powstały rok wcześniej zespół Ekibastuziec Ekibastuz. W zespole Ekibastuzieca pracował przez 3 lata. W 1986, po odejściu z Wostoku, zakończył karierę trenerską.